# エバーハルト・シュミット＝アスマン
エバーハルト・シュミット＝アスマン（Eberhard Schmidt-Aßmann、1938年2月13日 - ）はドイツの法学者である。ツェレ出身。

## 略歴
アスマンは、1958年にツェレの人文系のギムナジウムであるエルネンティヌムで高校卒業資格を得た。その後ゲッティンゲン大学とジュネーヴ大学で法学と古典文献学を学んだ。 彼は1963年と1968年に国家試験に合格した。すでに1966年に彼は「啓蒙主義と歴史主義のドイツ国法学における憲法概念」という業績があった。「解釈学的な憲法思想の草創期に関する研究」で博士号を授与された。1971年には、「都市計画法の根本問題」という教授資格論文を書き公法学の教授資格を得た。1972年からボーフム大学で教授を務めた後、ハイデルベルク大学で1979年から、2006年に名誉教授となるまで教えた。彼の研究はドイツとヨーロッパの行政法ならびに比較法に重点を置いている。 
1995年から、ベルリン - ブランデンブルク科学アカデミーのメンバーであり、学術会議（1993-1999）のメンバーである。 
一時、彼はノルトライン＝ヴェストファーレン州最高行政裁判所とバーデン＝ヴュルテンベルク州最高行政裁判所の裁判官でもあった。 
1999年にアテネ大学は彼に名誉博士号を授与した。 
2006年12月1日から2011年まで、ハイデルベルクの社団法人学術創生研究センター（FEST）の責任者だった 。   
ウルリケ博士（旧姓ノッケ）と結婚している。 
彼は学生団体コルプス・ブレメンシア・ゲッティンゲンの一員である。 